# 紫芋蘭
紫芋蘭（学名：Eulophia dentata）为兰科美冠兰属下的一个种。

## 扩展阅读
- 維基物種上的相關：紫芋蘭